# Georg Ringenberg
Georg Ringenberg (* 30. Oktober 1926 in Dortmund; † 20. Februar 2009 in Lingen (Ems)) war ein deutscher Manager und Verbandsfunktionär.

## Leben
Ringenberg studierte an der RWTH Aachen Maschinenbau und Arbeitswissenschaft. Nach dem Ablegen des Diplom-Examens war er wissenschaftlicher Assistent am Lehrstuhl für Arbeitswissenschaften und Mitarbeiter am Forschungsinstitut für Rationalisierung an der RWTH Aachen. 1957 promovierte er zum Dr.-Ing.
Nach einer Stabsstellentätigkeit bei Rheinstahl in Essen wurde er 1960 Leiter der zentralen Betriebswirtschaftsstelle der Buderus AG in Wetzlar. Mit der Hauptaufgabe der Neustrukturierung der Gießereibereiche wurde er 1967 zum stellvertretenden Vorstandsmitglied bestellt und verantwortete die Ressorts Belegschaftswesen und technische Betriebswirtschaft. 1971 wurde er zum ordentlichen Mitglied des Konzernvorstandes berufen. Dem Buderus-Vorstand gehörte er als Arbeitsdirektor und Personalvorstand bis zu seiner Pensionierung 1986 an.

## Verbandsarbeit
- Bei der IHK Wetzlar  gehörte Ringenberg seit 1970 der Vollversammlung an, ab 1972 als Vizepräsident, von 1982 bis 1986 dann als Präsident der Kammer.
- Von 1969 an war er Vorstand beim Institut für angewandte Arbeitswissenschaft in Düsseldorf.
- In der Vertreterversammlung der Süddeutschen Eisen- und Stahl-Berufsgenossenschaften führte er alternierend den Vorsitz als Vertreter der Arbeitgeber.
- In der Tarif- und Sozialpolitik war Ringenberg auf Landes- und Bundesebene tätig. Von 1970 bis 1986 war er in der Bezirksgruppe Mittelhessen des Verbandes der Metall- und Elektro-Unternehmen Hessen zuständig für die Tarifpolitik. 1986 wurde er zum Ehrenmitglied des Vorstandes benannt. Er war Mitglied des Vorstandes des Landesverbandes Hessenmetall in Frankfurt am Main, Mitglied der hessischen Tarifkommission und Vorsitzender des Leistungslohnausschusses sowohl von Gesamtmetall als auch der Bundesvereinigung der Deutschen Arbeitgeberverbände. In dieser Funktion verhandelte er den ersten Tarifabschluss zum Akkordlohn in Deutschland. Er war Vorstandsmitglied und später Vizepräsident von Gesamtmetall sowie Vorstandsmitglied der BDA. Über viele Jahre war er Tarifverhandlungsführer der Arbeitgeber in Hessen. So vertrat er das Land u. a. 1984 bei den Auseinandersetzungen um die 35-Stunden-Woche.

Mit der Pensionierung legte er 1986 alle Posten ab.